# Lingua vogula
Il vogulo o mansi (nome nativo: мāньси лāтыӈ, mān'si lātəŋ; in russo манси́йский язы́к?, mansíjskij jazýk o anche вогу́льский, vogúl'skij) è una lingua obugrica parlata in Russia, nel circondario autonomo degli Chanty-Mansi-Jugra.

## Distribuzione geografica
Il vogula è parlata da circa 3.000 persone nella Russia settentrionale all'est dei monti Urali.

## Classificazione
Fa parte delle lingue obugriche assieme alla lingua ostiaca.

## Sistema di scrittura
Per la scrittura viene utilizzato l'alfabeto cirillico.